# Brad Harris
Bradford Harris (St. Anthony, 16 luglio 1933 – Santa Monica, 7 novembre 2017) è stato un attore e produttore cinematografico statunitense.

## Biografia
Nato nel 1933 nello stato dell'Idaho, inizia a frequentare, da giovane, le palestre di cultura fisica, acquisendo ben presto una notevole muscolatura, esibendosi successivamente, in gare con altri atleti. Nel 1960, seguendo il filone cinematografico mitologico che andava per la maggiore negli studi italiani, decide di partire per Roma, per tentare la carriera di attore in quei film nei quali già avevano avuto successo Steve Reeves, Reg Park ed altri. Il primo film che lo vede impegnato a Cinecittà è Goliath contro i giganti di Guido Malatesta, successivamente interpreta anche i ruoli di Sansone ed Ercole.
Passato il filone mitologico, mentre gli altri attori culturisti erano tornati ai loro paesi di origine, Harris continua a lavorare nel cinema italiano nei film di spionaggio e negli spaghetti western. Gira circa 50 pellicole fino agli anni settanta, lavorando anche come produttore, sino al ritorno negli Stati Uniti nel 1980. Ha lavorato anche in Germania e in estremo oriente. Nel 1999 il regista Andrea Zaccariello lo richiama a Roma per interpretare la figura di un anziano culturista nel film Boom, nel quale Harris recita in presa diretta in italiano.

## Filmografia

### Cinema
- Una tigre in cielo, regia di Gordon Douglas (1955)
- Quando la bestia urla, regia di André De Toth (1957)
- Speed Crazy, regia di William J. Hole Jr. (1959)
- Il villaggio più pazzo del mondo, regia di Melvin Frank (1959)
- Assedio all'ultimo sangue, regia di Harry W. Gerstad (1960)
- In punta di piedi, regia di Joshua Logan (1960)
- Colpo grosso, regia di Lewis Milestone (1960)
- Spartacus, regia di Stanley Kubrick (1960)
- Goliath contro i giganti, regia di Guido Malatesta (1961)
- Sansone, regia di Gianfranco Parolini (1961)
- La furia di Ercole, regia di Gianfranco Parolini (1962)
- Il segreto di Budda: Agente 310 - Spionaggio sexy, regia di Jürgen Roland (1962)
- Accadde in Atene, regia di Andrew Marton (1962)
- Anno 79 - La distruzione di Ercolano, regia di Gianfranco Parolini (1962)
- Il vecchio testamento, regia di Gianfranco Parolini (1963)
- La belva di Saigon, regia di Roberto Bianchi Montero (1963)
- Agguato sul grande fiume, regia di Jürgen Roland (1963)
- La sfida viene da Bangkok, regia di Gianfranco Parolini (1964)
- Da 077: criminali a Hong Kong, regia di Giorgio Stegani (1964)
- Il segreto del garofano cinese, regia di Rudolf Zehetgruber (1964)
- Alla conquista dell'Arkansas, regia di Paul Martin (1964)
- I Gringos non perdonano, regia di Alberto Cardone (1965)
- A 001: operazione Giamaica, regia di Ernst von Theuder (1965)
- 12 donne d'oro, regia di Gianfranco Parolini (1966)
- Operazione 3 gatti gialli, regia di Gianfranco Parolini (1966)
- Agente Jo Walker - Operazione Estremo Oriente (Kommissar X - In den Klauen des goldenen Drachen), regia di Gianfranco Parolini (1966)
- I fantastici 3 Supermen, regia di Gianfranco Parolini (1967)
- Supercolpo da 7 miliardi, regia di Bitto Albertini (1967)
- Strategic Command chiama Jo Walker, regia di Gianfranco Parolini (1967)
- Muori lentamente... te la godi di più, regia di Franz Josef Gottlieb (1967)
- L'uomo venuto per uccidere, regia di León Klimovsky (1967)
- Gangsters per un massacro, regia di Gianfranco Parolini (1968)
- Cin cin... cianuro, regia di Ernesto Gastaldi (1968)
- Eva la Venere selvaggia, regia di Roberto Mauri (1968)
- Le calde notti di Poppea, regia di Guido Malatesta (1969)
- Kommissar X - Drei goldene Schlangen, regia di Roberto Mauri (1969)
- Che fanno i nostri supermen tra le vergini della giungla?, regia di Bitto Albertini (1970)
- Formula 1 - Nell'Inferno del Grand Prix, regia di Guido Malatesta (1970)
- Quando suona la campana, regia di Luigi Batzella (1970)
- Wanted Sabata, regia di Roberto Mauri (1970)
- Lo strangolatore di Vienna, regia di Guido Zurli (1971)
- Arriva Durango... paga o muori, regia di Roberto Bianchi Montero (1971)
- Il ritorno del gladiatore più forte del mondo, regia di Bitto Albertini (1971)
- F.B.I. operazione Pakistan, regia di Harald Reinl (1971)
- Zambo - Il dominatore della foresta, regia di Bitto Albertini (1972)
- Seminò morte... lo chiamavano il Castigo di Dio!, regia di Roberto Mauri (1972)
- Questa volta ti faccio ricco!, regia di Gianfranco Parolini (1974)
- La casa della paura, regia di William Rose (1974)
- The Mutations, regia di Jack Cardiff (1974)
- Antonio e Placido - Attenti ragazzi, chi rompe... paga!, regia di Giorgio Ferroni (1975)
- Lady Dracula, regia di Franz Josef Gottlieb (1977)
- La bestia in calore, regia di Luigi Batzella (1977)
- Obiettivo Brass, regia di John Hough (1978)
- Zwei tolle Käfer räumen auf, regia di Rudolf Zehetgruber (1979)
- La sfida del tigre, regia di Bruce Le (1980)
- I sette magnifici gladiatori, regia di Claudio Fragasso e Bruno Mattei (1983)
- Good-bye Cruel World, regia di David Irving (1983)
- Ercole, regia di Luigi Cozzi (1983)
- Der Stein des Todes, regia di Franz Josef Gottlieb (1987)
- Boom, episodio "Il figlio di Maciste", regia di Andrea Zaccariello (1999)
- Shiver, regia di Julian Richards (2012)

### Televisione
- The Adventures of Ozzie and Harriet – serie TV, 1 episodio (1956)
- Citizen Soldier – serie TV (1956)
- Navy Log – serie TV, 1 episodio (1957)
- L'ispettore Derrick – serie TV, 1 episodio (1979)
- Splendore nell'erba – film TV (1981)
- L'incredibile Hulk – serie TV, 1 episodio (1982)
- Mike Hammer – serie TV, 1 episodio (1984)
- Riptide – serie TV, 1 episodio (1986)
- Dallas – serie TV, 3 episodi (1984-1989)
- Falcon Crest – serie TV, 7 episodi (1984-1989)
- Hunter – serie TV, 2 episodi (1988-1990)

## Doppiatori italiani
- Emilio Cigoli in Sansone, La furia di Ercole, Il vecchio testamento
- Pino Locchi in Supercolpo da 7 miliardi, Formula 1 - Nell'inferno del Grand Prix, Il ritorno del gladiatore più forte del mondo
- Renato Turi in Gangster per un massacro, I fantastici tre Supermen, Agente Jo Walker Operazione estremo oriente
- Giuseppe Rinaldi in I Gringos non perdonano, Cin Cin Cianuro
- Sergio Graziani in Da 077: Criminali ad Hong Kong, 12 donne d'oro
- Cesare Barbetti in Il segreto di Budda: Agente 310 - Spionaggio sexy, Agguato sul grande fiume
- Nando Gazzolo in Anno 79 - La distruzione di Ercolano
- Michele Gammino in Arriva Durango, paga o muori
- Massimo Turci in Muori lentamente... te la godi di più
- Sergio Tedesco in Seminò la morte... lo chiamavano Castigo di Dio
- Gino La Monica in Lo strangolatore di Vienna
- Nino Dal Fabbro in Quando suona la campana
- Luciano De Ambrosis in Antonio e Placido - Attenti ragazzi, chi rompe... paga!